# Skogsglänta

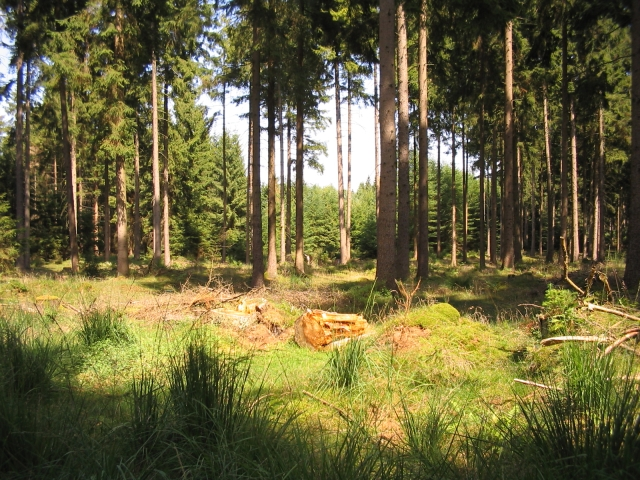
Glänta i granskog

Skogsglänta kallas ett mindre område i en skog som är mer öppet genom att det ej är lika trädbeväxt som de tätare delarna av skogen. En skogsglänta kan därför liknas vid en liten äng insprängd i den omgivande skogen.
Eftersom skogsgläntor skuggas mindre av trädkronorna än i den tätare skogen, når mer ljus ner till undervegetationen i gläntan. Gläntan har därför annan vegetation än den omkringliggande skogen, vilket också innebär att den utgör en annan biotop. Konstgjorda öppningar i skogen, såsom kraftledningsgator, kan fungera som biotop för samma arter som är mer naturligt förekommande i skogsgläntor.
Gräsbeväxta gläntor är viktiga för gräsätande djur såsom rådjur och älg.  